# Elisabeth Müller (NS-Opfer)

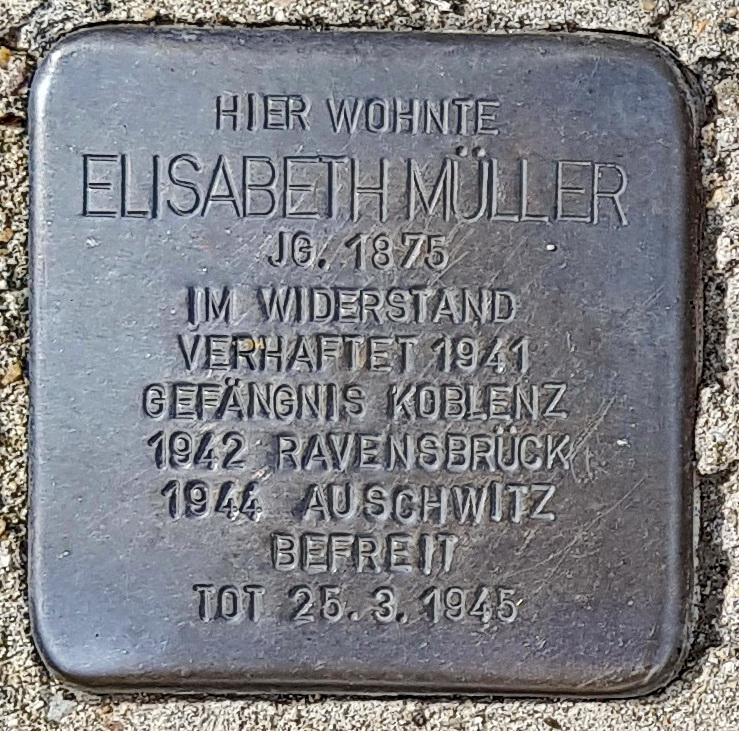
Stolperstein

Elisabeth Emilie Auguste Müller (* 15. März 1875 in Winningen bei Koblenz; † 25. März 1945 in Auschwitz, polnisch Oświęcim) war eine deutsche, im Nationalsozialismus verfolgte Lehrerin.

## Leben
Elisabeth Müller wurde 1875 als ältestes der sieben Kinder von Adolph und Caroline Müller (geborene Schapper) geboren. Adolph Müller war von 1873 bis 1912 Pfarrer der evangelischen Kirchgemeinde in Winningen. Elisabeth Müller besuchte zunächst die Evangelische Höhere Mädchenschule in Koblenz, bestand 1893 das Lehrerinnenexamen an der Lehrerinnenbildungsanstalt in Koblenz und war dann Volksschullehrerin in Winningen. 1915 siedelte sie von Höchst am Main nach Gießen über, wo sie an der Oberrealschule (heute: Liebigschule) bis 1922 unterrichtete. Danach zog sie nach Braubach (-Philippsburg), später zu ihrer Patentante nach Köln. Anfang der 1930er Jahre wohnte sie wieder in Winningen und engagierte sie sich dort im evangelischen Frauen- und Jungfrauenverein.

## Verfolgung
Nach eigener Aussage entwickelte Elisabeth Müller sich aufgrund der gegen die christlichen Kirchen gerichteten Politik der NSDAP zu einer Gegnerin des Nationalsozialismus. Bei der Reichstagswahl 1938 stimmte sie gegen die nationalsozialistische Einheitsliste und gegen den Anschluss Österreichs. Infolgedessen wurde sie beschimpft, überwacht und in der Berufsausübung eingeschränkt.
Nachdem sie im Juli 1941 in einem Brief „In Köln waren ja Hungerrevolten. Es gab Erschießungen und Verhaftungen.“ schrieb, wurde sie am 24. Oktober 1941 von der Gestapo Koblenz in Schutzhaft genommen. Ab dem 13. Januar 1942 saß sie in Koblenz in Untersuchungshaft und wurde im Mai 1942 von einem Sondergericht  zu acht Monaten Haft wegen Verstoßes gegen das Heimtückegesetz verurteilt. Die Strafe verbüßte sie im Gefängnis in Köln.
Diekt nach Verbüßen der Haftstrafe wurde Elisabeth Müller an die SS überstellt und am 8. September 1942 in das Konzentrationslager Ravensbrück (heute zur brandenburgischen Stadt Fürstenberg/Havel  gehörig) gebracht. In Winningen zeigten manche  Leute derweil kein Verständnis für Elisabeth Müller: Zum 1. Mai 1943 hängten sie an den Maibaum eine Strohpuppe, die Elisabeth Müller darstellten sollte, und verbrannten diese.
Am 6. Februar 1944 wurde Elisabeth Müller zunächst in das Konzentrationslager Lublin in Polen und im Mai 1944 in das Frauenlager des KZ Auschwitz (polnisch Oświecim) verlegt. Eine letzte Nachricht von ihr stammt vom 17. September 1944. Zwei Monate nach der Befreiung des Lagers starb sie am 25. März 1945 (zehn Tage nach ihrem 70. Geburtstag) in Auschwitz an den Folgen der Haft. Als Todesursache wurde Dystrophie alim III genannt.

## Ehrungen
- Im Jahre 2000 wurde in der Kirche in Winningen an der Wand neben dem Seiteneingang eine Tafel aus hellem Sandstein mit folgender Widmung angebracht:

„Zum Gedächtnis an Elisabeth Müller / geboren am 15. März 1875 in Winningen / ermordet am 25. März 1945 im Konzentrationslager! Auschwitz / Selig sind, die um der Gerechtigkeit willen verfolgt werden: Matth: 5,10“

- Im Oktober 2020 wurde ihr ein Stolperstein vor dem evangelischen Pfarrhaus in Winningen gewidmet.

## Belege
- Mitteilung Sonderstandesamt Arolsen, Kreis Waldeck, vom 13. Mai 1959 zur Gefangenennummer 77 810 KL Auschwitz und Häftlingsnummer 13 581 KL Ravensbrück, sowie: Sterbeurkunde Abt. A, Nr. 722/1959, vom 10. April 1959
- Walter Schreckenbach: Uns geht die Sonne nicht unter. Ein Bericht, in: Frankfurter Rundschau, 21. Jg., Nr. 37, 18. September 1965
- Gerhard Löwenstein: Die evangelische Kirchengemeinde Winningen während der Zeit des Nazionalsozialismus, Sonderdruck aus: Mosel Kiesel, Band 1, Erinnerungen von Zeitzeugen und Berichte zur Regionalgeschichte 1918–1948 der Verbandsgemeinde Untermosel, hrsg. von der Volkshochschule Untermosel, Kobern-Gondorf, 1997, S. 39–42
- Helmut Rönz: Elisabeth Müller kritisierte in Briefen das NS-Regime im Portal Rheinische Geschichte, abgerufen am 5. März 2024.
- Joachim Hennig: Erinnerung an Elisabeth Müller und Pfarrer Friedrich Schauss in Mahnmahl Koblenz, abgerufen am 5. März 2024.
- Friedrich Vollbach: Eine Pfarrerstochter gegen das NS-Regime in Deutschland-Lese, abgerufen am 5. März 2024.

| Personendaten    | Personendaten                                       |
| ---------------- | --------------------------------------------------- |
| NAME             | Müller, Elisabeth                                   |
| ALTERNATIVNAMEN  | Müller, Elisabeth Emilie Auguste                    |
| KURZBESCHREIBUNG | deutsche, im Nationalsozialismus verfolgte Lehrerin |
| GEBURTSDATUM     | 15. März 1875                                       |
| GEBURTSORT       | Winningen                                           |
| STERBEDATUM      | 25. März 1945                                       |
| STERBEORT        | Auschwitz                                           |